# Yung Snapp
Yung Snapp, pseudonimo di Antonio Lago (Napoli, 6 agosto 1996), è un rapper e produttore discografico italiano. È entrato nel roster di Dogozilla Empire nel 2014 dopo aver vinto un contest organizzato da Don Joe, entrando a far parte l'anno successivo del collettivo 365 MUV, dove conosce Lele Blade e Vale Lambo con i quali forma il gruppo Le Scimmie. Nel 2016 viene pubblicato il primo album del gruppo, El Dorado, dove Yung Snapp ha curato tutte le produzioni.
Nel 2018, Yung Snapp canta per la prima volta nel brano Bentley di Lele Blade. L'anno seguente fonda il collettivo SLF insieme a Lele Blade, MV Killa, Vale Lambo e Niko Beatz, a seguito della loro uscita da 365 MUV, dove Yung Snapp funge sia da produttore che da rapper. Con MV Killa pubblica nel 2020 il joint album Hours e nel 2022 partecipa con la SLF a We the Squad, Vol. 1. Il primo album da solista di Yung Snapp, Hotel Montana, è stato pubblicato nel settembre 2023, ricevendo poi una edizione deluxe l'anno successivo.

## Biografia

### Gli inizi eEl Dorado(2014– 2018)
Yung Snapp si avvicina al mondo della musica da giovanissimo, influenzato da Scott Storch e Timbaland. Nel 2014, all'età di 18 anni vince un contest organizzato da Don Joe che lo porta a collaborare con Dogozilla Empire, entrando successivamente nel roster.
Nel 2015 entra a far parte del collettivo 365 MUV, dove conosce Lele Blade e Vale Lambo con i quali forma il gruppo Le Scimmie. Il 30 settembre 2016 viene pubblicato in freedownload sul sito di Dogozilla il primo album in studio de Le Scimmie, intitolato El Dorado. Yung Snapp cura tutte le produzioni dell'album.
Nel frattempo comincia a produrre per volti noti del panorama hip hop italiano, tipo Gué Pequeno, Clementino, Fabri Fibra, Emis Killa e Ntò.
Nel 2017 viene ripubblicato l'album El Dorado de Le Scimmie in una nuova versione con quattro pezzi inediti. Successivamente produce varie canzoni per i primi dischi da solista di Vale Lambo e Lele Blade, produce una canzone nel disco Potere di Luchè, collabora con MadMan alla produzione di tre tracce in MM vol. 3 e firma una produzione per Dani Faiv. Nel mese di aprile del 2018 si laurea come tecnico radiologo.

### La carriera da rapper,Hourse la SLF (2018– 2022)
Di tanto in tanto Yung Snapp dal 2018 si diletta a cantare; la prima apparizione del giovane beatmaker in versione rapper è nella canzone Bentley di Lele Blade.
Nel 2019 fonda il collettivo SLF (acronimo di Siamo La Fam) insieme a Lele Blade, MV Killa, Vale Lambo e Niko Beatz, dopo essere usciti da 365 MUV. Intanto Yung Snapp firma la produzione di cinque brani contenuti nel disco Vice City di Lele Blade, dove per la prima volta dopo El Dorado riappaiono Le Scimmie insieme sulla stessa traccia. Nel 2019 produce anche il brano Carillon di CoCo e Luchè e partecipa a varie produzioni nell'album Giovane killer di MV Killa, figurando nel singolo Audemars. Il primo brano del collettivo SLF, intitolato Squad, esce nel 2020. 
Il 25 settembre dello stesso anno esce Come il mare di Vale Lambo, album in cui Yung Snapp collabora in nove tracce come produttore e beatmaker. Durante il 2020 pubblica i singoli Bye bye, Sex Appeal, Stars e Intro / Comm e semp, che anticipano Hours, il primo album in studio da rapper per Yung Snapp, realizzato in collaborazione con MV Killa. Il disco, uscito l'11 dicembre 2020, contiene 14 tracce e le partecipazioni di Geolier, Psicologi, MadMan, CoCo, Enzo Dong, Vale Lambo e Lele Blade. Il 15 gennaio 2021 viene estratto un ulteriore singolo da Hours, Splash che spopola sulla piattaforma TikTok, raggiunge la posizione numero 26 nella classifica FIMI dei singoli e viene certificato disco d'oro.
Il 17 settembre 2021 esce il disco di Lele Blade Ambizione interamente prodotto da Yung Snapp, il quale appare nel singolo Just for fun e in North face anche nelle vesti di rapper.
Il 26 novembre 2021 esce un nuovo singolo della SLF, intitolato Ready e vede la collaborazione di Geolier. Il brano è seguito dalla pubblicazione di un altro singolo del collettivo napoletano, dal nome Travesuras, nel quale Yung Snapp si occupa del ritornello e della base musicale. Entrambi i brani faranno parte del primo mixtape della SLF, in uscita il 28 gennaio 2022 per la Sony Music e Columbia Records e intitolato We the Squad, Vol. 1.

### La carriera da solista eHotel Montana(2022-presente)
Il 9 settembre 2022 esce il suo primo singolo da solista, Montana, e nelle settimane successive pubblica alcune collaborazioni come Shawty con la rapper Anna e Sincer con Lele Blade e Icy Subzero, prendendo parte anche al singolo Blow di Peppe Soks, insieme a MV Killa. 
Il 28 luglio 2023 pubblica il singolo Ma xkè a me?, annunciando il primo album da solista Hotel Montana, uscito il 1º settembre dello stesso anno.

## Discografia

### Da solista
Album in studio
- 2020 – Hours (con MV Killa)
- 2023 –  Hotel Montana

Singoli come artista principale
- 2020 – Bye Bye (con MV Killa)
- 2020 – Sex Appeal (con MV Killa)
- 2020 – Stars (con MV Killa)
- 2020 – Intro / Comm e semp (con MV Killa)
- 2021 – Splash (con MV Killa feat. Enzo Dong)
- 2021 – No Bad Vibes (con Ackeejuice Rockers e MV Killa feat. Guesan)
- 2022 – Montana
- 2022 – Shawty (feat. Anna)
- 2023 – Sincer (feat. Lele Blade e Icy Subzero)
- 2023 – Ma xkè a me?
- 2024 – Marijuana (feat. Rhove)

Singoli come artista ospite
- 2019 – Audemars (MV Killa feat. Yung Snapp e Samurai Jay)
- 2020 – Mea muri tu (Vale Lambo feat. MV Killa e Yung Snapp)
- 2020 – Anticorpi (Voga feat. Yung Snapp)
- 2021 – Just for Fun (Lele Blade feat. Yung Snapp)
- 2021 – Miranapoli! (Voga feat. Yung Snapp e MV Killa)
- 2022 – Tetti (Neves17 feat. Yung Snapp)
- 2022 – Blow (Peppe Soks feat. Yung Snapp e MV Killa)
- 2024 – Bisex (Low-Red feat. Yung Snapp)
- 2024 – NA/RM (Side Baby feat. Yung Snapp e MV Killa)
- 2025 – Yummy Yummy (Sillyelly feat. Yung Snapp e Rosa Chemical)

Collaborazioni
- 2018 – Bentley (Lele Blade feat. Yung Snapp)
- 2021 – North face (Lele Blade feat. Vale Lambo e Yung Snapp)
- 2021 – Fa' o' brav' (Rocco Hunt feat. Emis Killa, Yung Snapp, MV Killa, Lele Blade)
- 2021 – Like This Like That (MadMan feat. Yung Snapp e MV Killa)
- 2022 – Trips! (Jake La Furia feat. Noyz Narcos e Yung Snapp)
- 2022 – Benjamins (TY1 feat. MV Killa, Yung Snapp e Lele Blade)
- 2023 – Tre Winston (Dani Faiv feat. Chakra e Yung Snapp)
- 2023 – Vac pazz (MV Killa feat. Yung Snapp)
- 2023 – Horse Dance (Sadturs e Kiid feat. Yung Snapp, DrefGold e Side Baby)
- 2023 – Goyard (MV Killa feat. Yung Snapp e Tony Boy)
- 2023 – Met gala (Gemitaiz feat. MV Killa e Yung Snapp)

### Con la SLF
Album in studio
- 2022 – We the Squad, Vol. 1
- 2025 – We the Squad, Vol. 2

Singoli
- 2020 – Squad
- 2021 – Ready (feat. Geolier)
- 2022 – Travesuras
- 2022 – Millionaire

## Produzioni discografiche
- 2016 – El Dorado